# Вологодский институт права и экономики
Вологодский институт права и экономики (полное название Федеральное казённое образовательное учреждение высшего образования «Вологодский институт права и экономики Федеральной службы исполнения наказаний»; сокращённое наименование ВИПЭ ФСИН России) — высшее профессиональное учебное заведение в Вологде, осуществляющее подготовку специалистов для уголовно-исполнительной системы и других правоохранительных органов.

## История
В соответствии с приказом МВД СССР № 0150 от 5 марта 1979 года в Вологде было основано Вологодское лесотехническое училище для подготовки специалистов со средним техническим образованием для лесных исправительно-трудовых учреждений. Спустя полгода учебное заведение было преобразовано в Вологодскую специальную среднюю школу подготовки начальствующего состава МВД СССР, а её первым начальником стал майор внутренней службы Валерий Константинович Покровский. Первый набор курсантов был осуществлён на специальностям «Технология лесозаготовки» и «Технология деревообработки»; для обучения были созданы 7 циклов дисциплин — прообразов кафедр: технологии лесозаготовок, технологии лесопильно-деревообрабатывающего производства, общетехнических дисциплин, общеспециальных дисциплин, юридических дисциплин, общественных наук, военных дисциплин и физической подготовки.
В 1997 году учебное заведение было реорганизовано в Вологодский филиал Рязанского института права и экономики МВД России. Также был осуществлён первый набор слушателей заочного отделения по высшей форме обучения по специальности «Юриспруденция», а осенью 1998 года — первый набор курсантов по этой же специальности.
17 декабря 1999 года филиал вновь обрёл самостоятельность, преобразовавшись в Вологодский институт права и экономики Минюста России. В начале 2000-х были образованы факультеты заочного обучения и повышения квалификации, юридический, психологический, инженерно-экономический и внебюджетного образования, а также открыта адъюнктура по юридическим и психологическим специальностям.
В 2005 году вуз был переименован в Вологодский институт права и экономики Федеральной службы исполнения наказаний России. В сентябре 2012 года по результатам аудита, проведённого австрийской компанией «CRO CERT», учебным заведением получен сертификат на соответствие международным стандартам ISО 9001:2008, а в декабре оно прошло государственную аккредитацию.

## Начальники
- 1977 — Валерий Константинович Покровский
- 1994 — Геннадий Георгиевич Никитин
- 1995 — Виктор Владимирович Попов
- 2011 — Сергей Витальевич Бабурин (осуждён в сентябре 2021 года Фрунзенским районным судом г. Владимира)
- 2017 — Евгений Леонидович Харьковский
- 2024 —  Сергей Будимирович Жемулин

## Символика
1 сентября 2011 года директором ФСИН России генерал-полковником внутренней службы Александром Реймером ВИПЭ ФСИН России было вручено Знамя образовательного учреждения профессионального образования ФСИН России, представляющее собой прямоугольное полотнище тёмно-синего цвета с краповой каймой, обшитое золотистой тесьмой, с изображениями герба России, герба Вологодской области и эмблемы ФСИН.
В 2018 году был введён нагрудный знак ВИПЭ ФСИН России овальной формы размерами 33×40 мм, который должен носиться на правой стороне груди и крепиться к одежде винтом с круглой гайкой. Он состоит из трёх деталей: основания в виде тёмно-синей ленты с краповой каймой и надписью «Вологодский институт права и экономики ФСИН России», обрамлённого золотистым венком, накладки № 1 — герба Вологодской области, размещённого в центре, и накладки № 2 — геральдической эмблемы ФСИН России в верхней части.

## Структура
По состоянию на 2020 год в образовательном процессе ВИПЭ ФСИН России принимают участие 5 факультетов и 15 кафедр:
- юридический факультет
  - кафедра административно-правовых дисциплин
  - кафедра государственно-правовых дисциплин
  - кафедра гражданско-правовых дисциплин
  - кафедра уголовного права и криминологии
  - кафедра уголовного процесса
  - кафедра криминалистики и оперативно-розыскной деятельности
  - кафедра уголовно-исполнительного права и организации воспитательной работы с осужденными
- психологический факультет
  - кафедра общей психологии
  - кафедра организации психологической службы в уголовно-исполнительной системе
  - кафедра юридической психологии и педагогики
  - кафедра философии и истории
  - кафедра русского и иностранных языков
- инженерно-экономический факультет
  - кафедра информатики и математики
  - кафедра экономики, управления и инженерно-технического обеспечения деятельности УИС
  - кафедра физической культуры
  - кафедра боевой и тактико-специальной подготовки
- факультет профессионального обучения и дополнительного профессионального образования
- факультет психологии и права